# Bahnhof Datemombetsu
Der Bahnhof Datemombetsu (jap. 伊達紋駅, Datemombetsu-eki) ist ein Bahnhof auf der japanischen Insel Hokkaidō. Er befindet sich in der Unterpräfektur Iburi auf dem Gebiet der Stadt Date.

## Verbindungen
Datemombetsu ist ein Durchgangsbahnhof und früherer Trennungsbahnhof an der Muroran-Hauptlinie von Oshamambe über Higashi-Muroran und Tomakomai nach Iwamizawa. Diese wird von der Gesellschaft JR Hokkaido betrieben. In Datemombetsu halten die Schnellzüge Super Hokuto und Hokuto, die alle ein bis zwei Stunden zwischen Hakodate und Sapporo verkehren. Hinzu kommen Regionalzüge zwischen Oshamambe und Higashi-Muroran (zehn Zugpaare täglich). Auf dem Bahnhofsvorplatz halten verschiedene Stadt- und Regionalbuslinien der Gesellschaft Dōnan Bus.

## Anlage
Der Bahnhof steht im Stadtteil Yamashita-chō und ist von Nordwesten nach Südosten ausgerichtet. Er besitzt drei Gleise, die alle dem Personenverkehr dienen. Sie liegen am Hausbahnsteig und an einem Mittelbahnsteig, der durch eine gedeckte Überführung mit dem Empfangsgebäude an der Nordseite der Anlage verbunden ist. Darüber hinaus gibt es einen Fußgängersteg über die Gleise, aber ohne Zugang zu den Bahnsteigen.

## Bilder

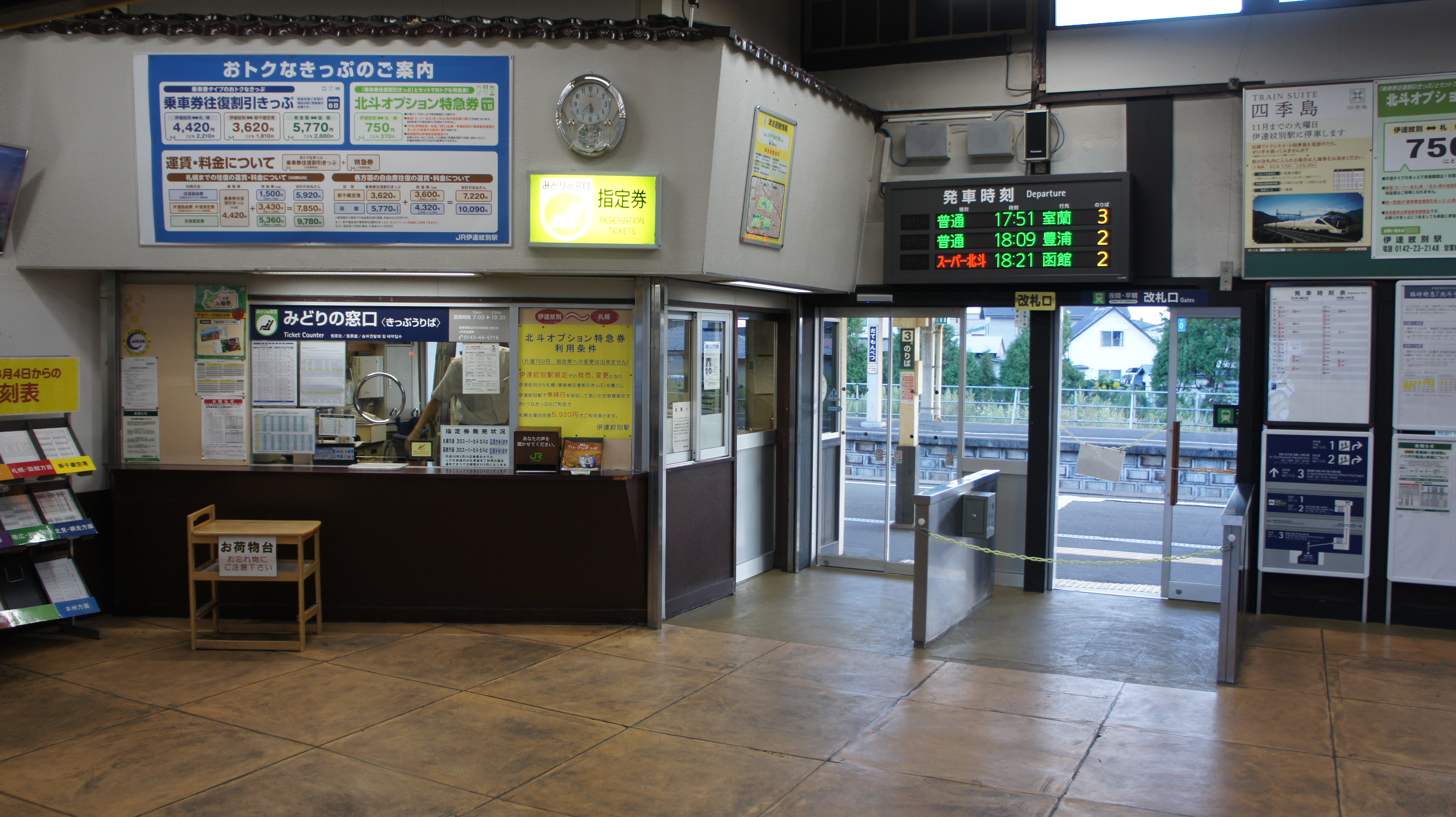
Schalterhalle
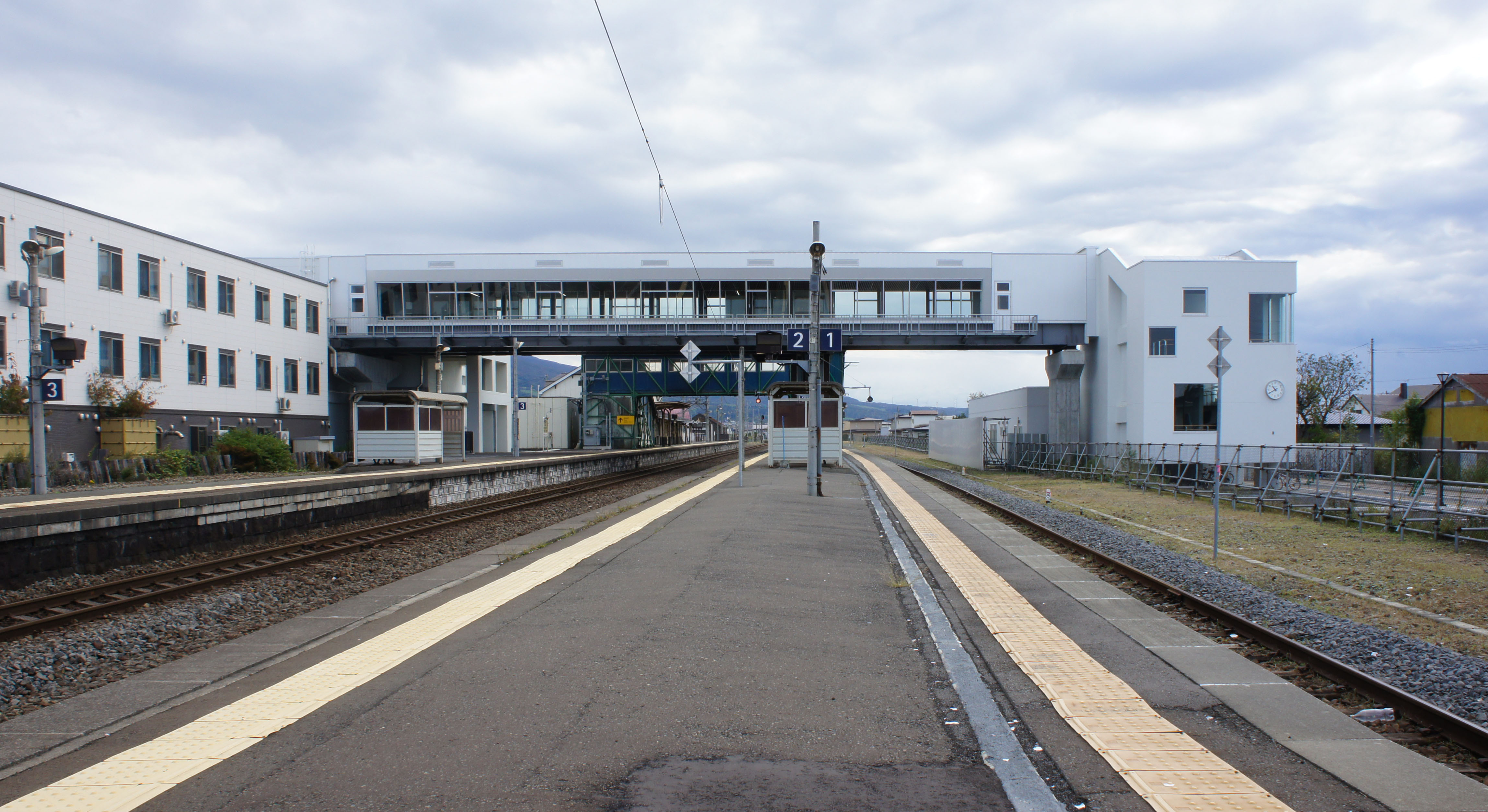
Bahnsteig
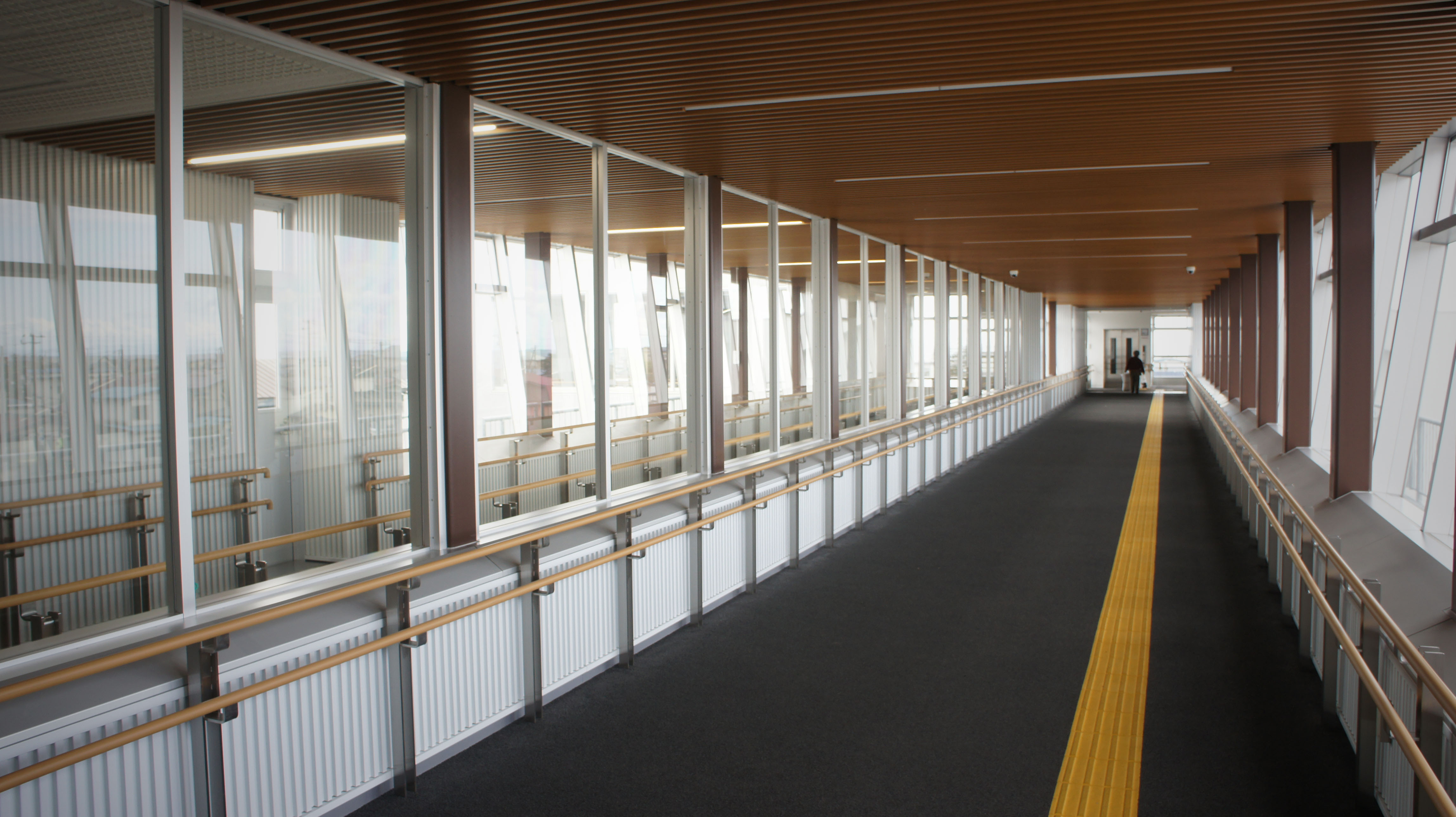
Überführung
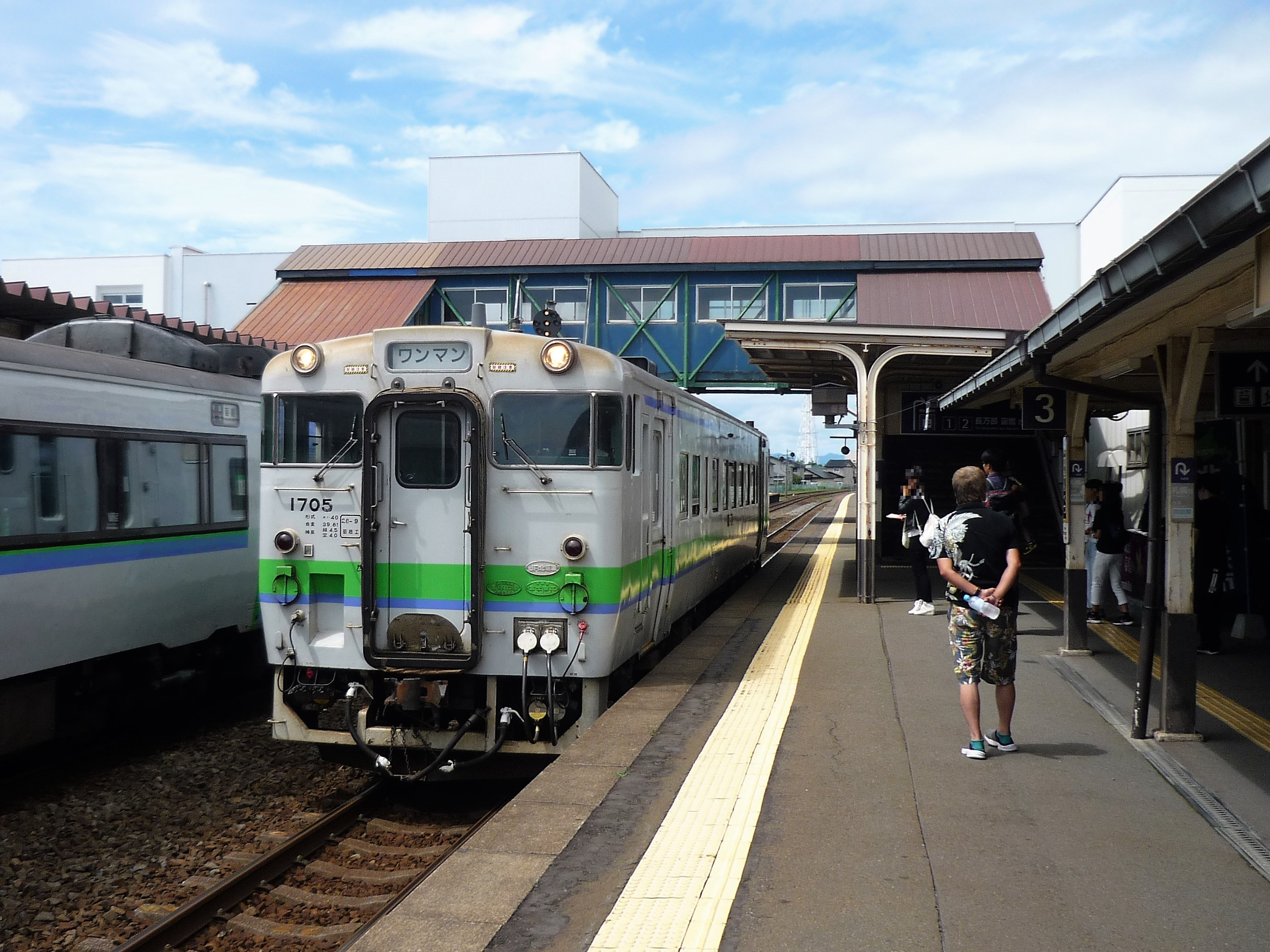
Dieseltriebwagen der Baureihe KiHa40

## Gleise
| 1 | ▉ Muroran-Hauptlinie | Oshamambe • Hakodate                  |
| 2 | ▉ Muroran-Hauptlinie | Oshamambe                             |
| 3 | ▉ Muroran-Hauptlinie | Higashi-Muroran • Tomakomai • Sapporo |

## Linien
| Verlauf der Muroran-Hauptlinie |
| --- |
| Oshamambe • Shizukari • Koboro • Rebun • Ōkishi • Toyoura • Tōya • Usu • Nagawa • Datemombetsu • Kita-Funaoka • Mareppu • Kogane • Sakimori • Moto-Wanishi • Higashi-Muroran • Washibetsu • Horobetsu • Tomiura • Noboribetsu • Kojōhama • Takeura • Kita-Yoshihara • Hagino • Shiraoi • Shadai • Nishikioka • Itoi • Aoba • Tomakomai • Numanohata • Toasa • Hayakita • Abira • Oiwake • Mikawa • Furusan • Yuni • Kuriyama • Kurioka • Kurisawa • Shibun • Iwamizawa Muroran-Zweigstrecke: Higashi-Muroran • Wanishi • Misaki • Bokoi • Muroran |

## Geschichte

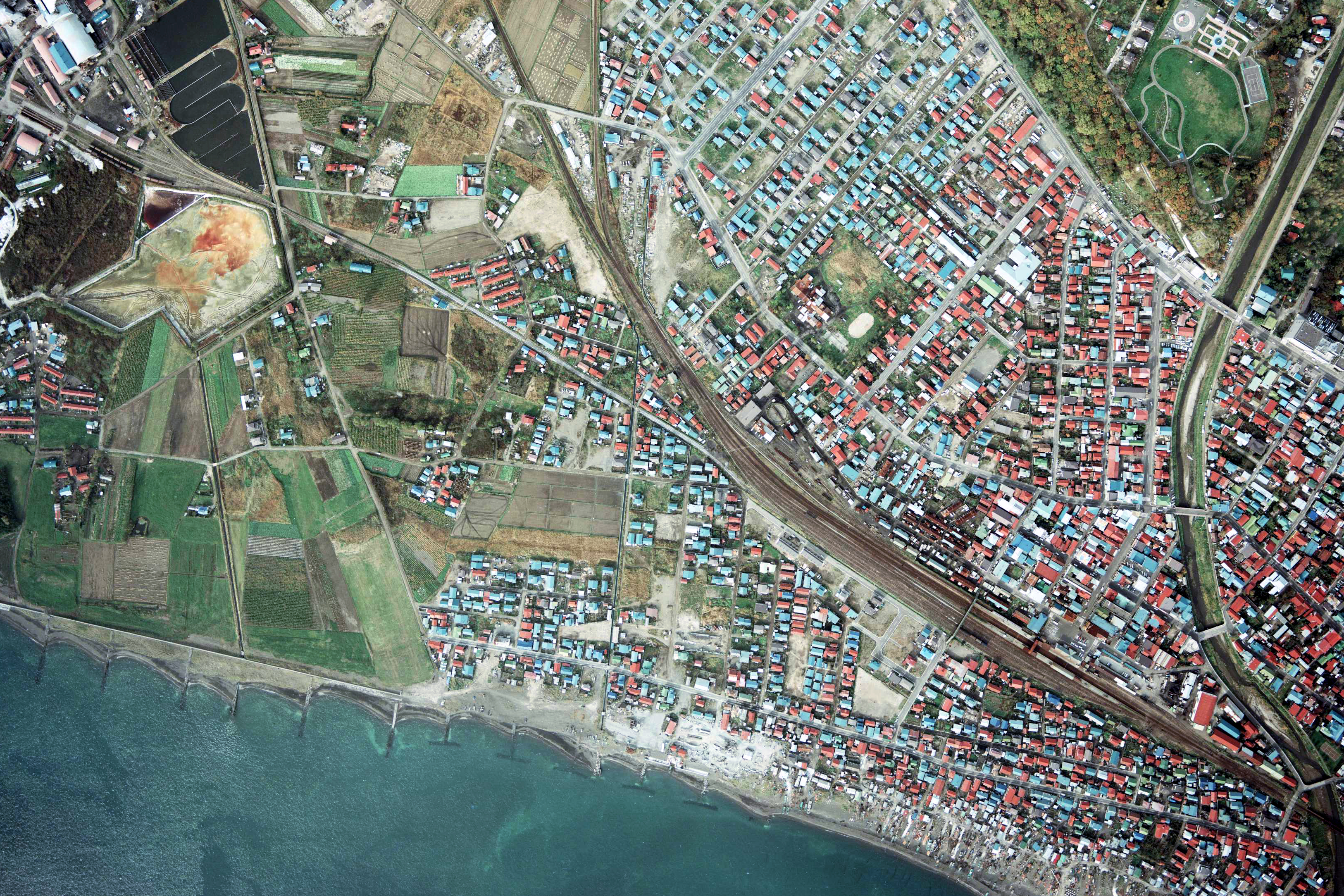
Luftansicht (1976)

Das Eisenbahnministerium eröffnete am 20. August 1925 ein Teilstück der vorübergehend als Chōrin-Linie (長輪線, Chōrin-sen) bezeichneten Strecke zwischen Higashi-Muroran und Oshamambe. Etwas mehr als drei Jahre war der Bahnhof die westliche Endstation, bis zur Eröffnung des daran anschließenden Teilstücks nach Shizukari am 10. September 1928. Damit war die gesamte Strecke zwischen Higashi-Muroran und Oshamambe durchgehend befahrbar. Seit 1931 wird die Chōrin-Linie als Teil der Muroran-Hauptlinie betrachtet.
Am 15. Dezember 1940 eröffnete die private Bahngesellschaft Iburi Jūkan Tetsudō eine 35 km lange Zweigstrecke von Datemombetsu nach Shin-Ōtaki. Mit der Eröffnung des Teilstücks zwischen Shin-Ōtaki und Kimobetsu im folgenden Jahr war die bis nach Kutchan führende Iburi-Linie vollendet. 1944 wurde die Gesellschaft verstaatlicht. Aus Kostengründen gab die Japanische Staatsbahn am 14. März 1985 die Gepäckaufgabe auf. Am 1. November 1986 stellte sie den Güterumschlag ein und legte die gesamte Iburi-Linie still. Im Zuge der Staatsbahnprivatisierung ging der Bahnhof am 1. April 1987 in den Besitz der neuen Gesellschaft JR Hokkaido über.